# 茨城県小学校一覧
茨城県小学校一覧（いばらきけんしょうがっこういちらん）は、茨城県の小学校および義務教育学校（前期課程）の一覧。

## 国立小学校
- 茨城大学教育学部附属小学校　(水戸市)

※筑波大学附属小学校は、茨城県ではなく東京都文京区にある。

## 公立小学校および義務教育学校

### 水戸市
- 水戸市立赤塚小学校
- 水戸市立飯富小学校
- 水戸市立石川小学校
- 水戸市立稲荷第一小学校
- 水戸市立稲荷第二小学校
- 水戸市立内原小学校
- 水戸市立梅が丘小学校
- 水戸市立大場小学校
- 水戸市立笠原小学校
- 水戸市立上大野小学校
- 水戸市立上中妻小学校
- 水戸市立河和田小学校
- 水戸市立鯉淵小学校
- 水戸市立五軒小学校
- 水戸市立寿小学校
- 水戸市立三の丸小学校
- 水戸市立下大野小学校
- 水戸市立城東小学校
- 水戸市立新荘小学校
- 水戸市立千波小学校
- 水戸市立妻里小学校
- 水戸市立常磐小学校
- 水戸市立浜田小学校
- 水戸市立双葉台小学校
- 水戸市立堀原小学校
- 水戸市立見川小学校
- 水戸市立緑岡小学校
- 水戸市立柳河小学校
- 水戸市立吉沢小学校
- 水戸市立吉田小学校
- 水戸市立渡里小学校
- 水戸市立国田義務教育学校

### 日立市
- 日立市立助川小学校
- 日立市立会瀬小学校
- 日立市立宮田小学校
- 日立市立滑川小学校
- 日立市立仲町小学校
- 日立市立中小路小学校
- 日立市立河原子小学校
- 日立市立成沢小学校
- 日立市立諏訪小学校
- 日立市立大みか小学校
- 日立市立水木小学校
- 日立市立大沼小学校
- 日立市立金沢小学校
- 日立市立塙山小学校
- 日立市立油縄子小学校
- 日立市立田尻小学校
- 日立市立日高小学校
- 日立市立豊浦小学校
- 日立市立久慈小学校
- 日立市立坂本東小学校
- 日立市立中里小中学校
- 日立市立櫛形小学校
- 日立市立山部小学校
- 日立市立大久保小学校

### 土浦市
- 土浦市立土浦小学校
- 土浦市立下高津小学校
- 土浦市立東小学校
- 土浦市立大岩田小学校
- 土浦市立真鍋小学校
- 土浦市立都和小学校
- 土浦市立荒川沖小学校
- 土浦市立中村小学校
- 土浦市立土浦第二小学校
- 土浦市立上大津東小学校
- 土浦市立神立小学校
- 土浦市立右籾小学校
- 土浦市立都和南小学校
- 土浦市立乙戸小学校
- 土浦市立菅谷小学校
- 土浦市立新治学園義務教育学校

### 古河市
- 古河市立古河第一小学校
- 古河市立古河第二小学校
- 古河市立古河第三小学校
- 古河市立古河第四小学校
- 古河市立古河第五小学校
- 古河市立古河第六小学校
- 古河市立古河第七小学校
- 古河市立釈迦小学校
- 古河市立下大野小学校
- 古河市立上辺見小学校
- 古河市立小堤小学校
- 古河市立上大野小学校
- 古河市立駒羽根小学校
- 古河市立西牛谷小学校
- 古河市立水海小学校
- 古河市立下辺見小学校
- 古河市立中央小学校
- 古河市立諸川小学校
- 古河市立駒込小学校
- 古河市立大和田小学校
- 古河市立八俣小学校
- 古河市立名崎小学校
- 古河市立仁連小学校

### 石岡市
- 石岡市立石岡小学校
- 石岡市立府中小学校
- 石岡市立東小学校
- 石岡市立南小学校
- 石岡市立林小学校
- 石岡市立三村小学校
- 石岡市立関川小学校
- 石岡市立杉並小学校
- 石岡市立柿岡小学校
- 石岡市立葦穂小学校
- 石岡市立恋瀬小学校
- 石岡市立瓦会小学校
- 石岡市立小幡小学校
- 石岡市立吉生小学校
- 石岡市立小桜小学校
- 石岡市立園部小学校
- 石岡市立東成井小学校

### 結城市
- 結城市立結城小学校
- 結城市立城南小学校
- 結城市立城西小学校
- 結城市立結城西小学校
- 結城市立絹川小学校
- 結城市立江川北小学校
- 結城市立江川南小学校
- 結城市立上山川小学校
- 結城市立山川小学校

### 龍ケ崎市
- 龍ケ崎市立龍ケ崎小学校
- 龍ケ崎市立龍ケ崎西小学校
- 龍ケ崎市立八原小学校
- 龍ケ崎市立大宮小学校
- 龍ケ崎市立松葉小学校
- 龍ケ崎市立長山小学校
- 龍ケ崎市市立馴柴小学校
- 龍ケ崎市立馴馬台小学校
- 龍ケ崎市立久保台小学校
- 龍ケ崎市立城ノ内小学校
- 龍ケ崎市立川原代小学校

### 下妻市
- 下妻市立下妻小学校
- 下妻市立大宝小学校
- 下妻市立騰波ノ江小学校
- 下妻市立上妻小学校
- 下妻市立総上小学校
- 下妻市立豊加美小学校
- 下妻市立高道祖小学校
- 下妻市立宗道小学校
- 下妻市立大形小学校

### 常総市
- 常総市立水海道小学校
- 常総市立大生小学校
- 常総市立五箇小学校
- 常総市立三妻小学校
- 常総市立菅原小学校
- 常総市立豊岡小学校
- 常総市立絹西小学校
- 常総市立菅生小学校
- 常総市立石下小学校
- 常総市立豊田小学校
- 常総市立玉小学校
- 常総市立岡田小学校
- 常総市立飯沼小学校

### 常陸太田市
- 常陸太田市立太田小学校
- 常陸太田市立機初小学校
- 常陸太田市立峰山小学校
- 常陸太田市立誉田小学校
- 常陸太田市立世矢小学校
- 常陸太田市立金砂郷小学校
- 常陸太田市立水府小学校
- 常陸太田市立里美小学校

### 高萩市
- 高萩市立高萩小学校
- 高萩市立秋山小学校
- 高萩市立松岡小学校
- 高萩市立東小学校

### 北茨城市
- 北茨城市立中郷第一小学校
- 北茨城市立中郷第二小学校
- 北茨城市立石岡小学校
- 北茨城市立精華小学校
- 北茨城市立明徳小学校
- 北茨城市立中妻小学校
- 北茨城市立華川小学校
- 北茨城市立関南小学校
- 北茨城市立大津小学校
- 北茨城市立平潟小学校
- 北茨城市立関本小学校

### 笠間市
- 笠間市立笠間小学校
- 笠間市立みなみ学園義務教育学校
- 笠間市立稲田小学校
- 笠間市立宍戸小学校
- 笠間市立友部小学校
- 笠間市立友部第二小学校
- 笠間市立大原小学校
- 笠間市立北川根小学校
- 笠間市立岩間第一小学校
- 笠間市立岩間第二小学校
- 笠間市立岩間第三小学校

### 取手市
- 取手市立取手小学校
- 取手市立白山小学校
- 取手市立取手東小学校
- 取手市立寺原小学校
- 取手市立永山小学校
- 取手市立取手西小学校
- 取手市立戸頭小学校
- 取手市立高井小学校
- 取手市立宮和田小学校
- 取手市立藤代小学校
- 取手市立六郷小学校
- 取手市立山王小学校
- 取手市立久賀小学校
- 取手市立桜が丘小学校

### 牛久市
- 牛久市立牛久小学校
- 牛久市立岡田小学校
- 牛久市立奥野小学校
- 牛久市立牛久第二小学校
- 牛久市立中根小学校
- 牛久市立向台小学校
- 牛久市立神谷小学校
- 牛久市立ひたち野うしく小学校

### つくば市
- 桜学園つくば市立栄小学校
- 桜学園つくば市立九重小学校
- 桜学園つくば市立栗原小学校
- つくば竹園学園つくば市立竹園東小学校
- つくば竹園学園つくば市立竹園西小学校
- つくば桜並木学園つくば市立並木小学校
- つくば桜並木学園つくば市立桜南小学校
- つくば輝翔学園つくば市立谷田部小学校
- つくば輝翔学園つくば市立谷田部南小学校
- つくば輝翔学園つくば市立柳橋小学校
- 高山真名学園つくば市立島名小学校
- 高山真名学園つくば市立真瀬小学校
- 手代木光輝学園つくば市立手代木南小学校
- 手代木光輝学園つくば市立葛城小学校
- 手代木光輝学園つくば市立松代小学校
- つくば豊学園つくば市立沼崎小学校
- つくば豊学園つくば市立今鹿島小学校
- つくば豊学園つくば市立上郷小学校
- つくば市立秀峰筑波義務教育学校
- くすのき学園つくば市立大曽根小学校
- くすのき学園つくば市立前野小学校
- くすのき学園つくば市立要小学校
- くすのき学園つくば市立吉沼小学校
- つくばAZUMA学園つくば市立吾妻小学校
- つくば洞峰学園つくば市立小野川小学校
- つくば洞峰学園つくば市立二の宮小学校
- つくば洞峰学園つくば市立東小学校
- つくば茎崎学園つくば市立茎崎第二小学校
- つくば茎崎学園つくば市立茎崎第三小学校
- 高崎しいの木学園つくば市立茎崎第一小学校
- 翠輝学園つくば市立みどりの南小学校
- つくば市立春日学園義務教育学校
- つくば市立学園の森義務教育学校
- つくば市立みどりの学園義務教育学校

### ひたちなか市
- ひたちなか市立那珂湊第一小学校
- ひたちなか市立那珂湊第二小学校
- ひたちなか市立那珂湊第三小学校
- ひたちなか市立高野小学校
- ひたちなか市立佐野小学校
- ひたちなか市立三反田小学校
- ひたちなか市立市毛小学校
- ひたちなか市立枝川小学校
- ひたちなか市立勝倉小学校
- ひたちなか市立前渡小学校
- ひたちなか市立中根小学校
- ひたちなか市立長堀小学校
- ひたちなか市立津田小学校
- ひたちなか市立田彦小学校
- ひたちなか市立東石川小学校
- ひたちなか市立堀口小学校
- ひたちなか市立外野小学校
- ひたちなか市立美乃浜学園

### 鹿嶋市
- 鹿嶋市立大同東小学校
- 鹿嶋市立大同西小学校
- 鹿嶋市立中野東小学校
- 鹿嶋市立中野西小学校
- 鹿嶋市立波野小学校
- 鹿嶋市立豊郷小学校
- 鹿嶋市立豊津小学校
- 鹿嶋市立鹿島小学校
- 鹿嶋市立高松小学校
- 鹿嶋市立平井小学校
- 鹿嶋市立三笠小学校
- 鹿嶋市立鉢形小学校

### 潮来市
- 潮来市立潮来小学校
- 潮来市立津知小学校
- 潮来市立延方小学校
- 潮来市立日の出小学校
- 潮来市立牛堀小学校

### 守谷市
- 守谷市立大井沢小学校
- 守谷市立大野小学校
- 守谷市立黒内小学校
- 守谷市立御所ケ丘小学校
- 守谷市立郷州小学校
- 守谷市立高野小学校
- 守谷市立松ケ丘小学校
- 守谷市立松前台小学校
- 守谷市立守谷小学校

### 常陸大宮市
- 常陸大宮市立大宮小学校
- 常陸大宮市立大宮西小学校
- 常陸大宮市立村田小学校
- 常陸大宮市立上野小学校
- 常陸大宮市立大賀小学校
- 常陸大宮市立大宮北小学校
- 常陸大宮市立山方小学校
- 常陸大宮市立山方南小学校
- 常陸大宮市立美和小学校
- 常陸大宮市立緒川小学校
- 常陸大宮市立八里小学校
- 常陸大宮市立御前山小学校

### 那珂市
- 那珂市立横堀小学校
- 那珂市立額田小学校
- 那珂市立菅谷小学校
- 那珂市立菅谷東小学校
- 那珂市立菅谷西小学校
- 那珂市立五台小学校
- 那珂市立芳野小学校
- 那珂市立木崎小学校
- 那珂市立瓜連小学校

### 筑西市
- 筑西市立下館小学校
- 筑西市立伊讃小学校
- 筑西市立川島小学校
- 筑西市立竹島小学校
- 筑西市立養蚕小学校
- 筑西市立五所小学校
- 筑西市立中小学校
- 筑西市立河間小学校
- 筑西市立大田小学校
- 筑西市立嘉田生崎小学校
- 筑西市立関城東小学校
- 筑西市立関城西小学校
- 筑西市立小栗小学校
- 筑西市立新治小学校
- 筑西市立古里小学校

### 坂東市
- 坂東市立岩井第一小学校
- 坂東市立岩井第二小学校
- 坂東市立飯島小学校
- 坂東市立神大実小学校
- 坂東市立中川小学校
- 坂東市立長須小学校
- 坂東市立七重小学校
- 坂東市立七郷小学校
- 坂東市立弓馬田小学校
- 坂東市立内野山小学校
- 坂東市立生子菅小学校
- 坂東市立沓掛小学校
- 坂東市立逆井山小学校

### 稲敷市
- 稲敷市立江戸崎小学校
- 稲敷市立沼里小学校
- 稲敷市立高田小学校
- 稲敷市立新利根小学校
- 稲敷市立桜川小学校
- 稲敷市立あずま北小学校
- 稲敷市立あずま東小学校
- 稲敷市立あずま西小学校

### かすみがうら市
- かすみがうら市立下稲吉小学校
- かすみがうら市立下稲吉東小学校
- かすみがうら市立千代田義務教育学校
- かすみがうら市立霞ヶ浦南小学校
- かすみがうら市立霞ヶ浦北小学校

### 桜川市
- 桜川市立岩瀬小学校
- 桜川市立坂戸小学校
- 桜川市立南飯田小学校
- 桜川市立羽黒小学校
- 桜川市立雨引小学校
- 桜川市立大国小学校
- 桜川市立桃山学園
- 桜川市立谷貝小学校
- 桜川市立樺穂小学校

### 神栖市
- 神栖市立息栖小学校
- 神栖市立軽野小学校
- 神栖市立軽野東小学校
- 神栖市立大野原小学校
- 神栖市立横瀬小学校
- 神栖市立大野原西小学校
- 神栖市立深芝小学校
- 神栖市立波崎小学校
- 神栖市立波崎西小学校
- 神栖市立やたべ土合小学校
- 神栖市立植松小学校
- 神栖市立太田小学校
- 神栖市立須田小学校
- 神栖市立柳川小学校

### 行方市
- 行方市立麻生小学校
- 行方市立麻生東小学校
- 行方市立北浦小学校
- 行方市立玉造小学校

### 鉾田市
- 鉾田市立鉾田北小学校
- 鉾田市立鉾田南小学校
- 鉾田市立旭北小学校
- 鉾田市立旭南小学校
- 鉾田市立旭西小学校
- 鉾田市立大洋小学校

### つくばみらい市
- つくばみらい市立小張小学校
- つくばみらい市立谷井田小学校
- つくばみらい市立豊小学校
- つくばみらい市立三島小学校
- つくばみらい市立板橋小学校
- つくばみらい市立東小学校
- つくばみらい市立谷和原小学校
- つくばみらい市立福岡小学校
- つくばみらい市立小絹小学校
- つくばみらい市立陽光台小学校
- つくばみらい市立富士見ヶ丘小学校

### 小美玉市
- 小美玉市立小川南小学校
- 小美玉市立小川北義務教育学校
- 小美玉市立竹原小学校
- 小美玉市立堅倉小学校
- 小美玉市立納場小学校
- 小美玉市立羽鳥小学校
- 小美玉市立玉里学園義務教育学校

### 東茨城郡

#### 茨城町
- 茨城町立葵小学校
- 茨城町立長岡小学校
- 茨城町立大戸小学校
- 茨城町立青葉小学校

#### 大洗町
- 大洗町立大洗小学校
- 大洗町立南小学校

#### 城里町
- 城里町立石塚小学校
- 城里町立常北小学校
- 城里町立桂小学校
- 城里町立沢山小学校
- 城里町立七会小学校

### 那珂郡

#### 東海村
- 東海村立石神小学校
- 東海村立白方小学校
- 東海村立村松小学校
- 東海村立舟石川小学校
- 東海村立中丸小学校
- 東海村立照沼小学校

### 久慈郡

#### 大子町
- 大子町立だいご小学校
- 大子町立依上小学校
- 大子町立さはら小学校
- 大子町立生瀬小学校
- 大子町立袋田小学校
- 大子町立上小川小学校

### 稲敷郡

#### 美浦村
- 美浦村立木原小学校
- 美浦村立安中小学校
- 美浦村立大谷小学校

#### 阿見町
- 阿見町立阿見小学校
- 阿見町立阿見第一小学校
- 阿見町立阿見第二小学校
- 阿見町立本郷小学校
- 阿見町立あさひ小学校
- 阿見町立君原小学校
- 阿見町立舟島小学校

#### 河内町
- 河内町立かわち学園

### 結城郡

#### 八千代町
- 八千代町立中結城小学校
- 八千代町立安静小学校
- 八千代町立下結城小学校
- 八千代町立川西小学校
- 八千代町立西豊田小学校

### 猿島郡

#### 五霞町
- 五霞町立五霞小学校

#### 境町
- 境町立境小学校
- 境町立静小学校
- 境町立長田小学校
- 境町立猿島小学校
- 境町立森戸小学校

### 北相馬郡

#### 利根町
- 利根町立利根小学校

## 私立小学校

### 水戸市
- リリーベール小学校
- 水戸英宏小学校

### 日立市
- 久慈川三育小学校

### 取手市
- 江戸川学園取手小学校

### 守谷市
- つくば国際大学東風小学校

### かすみがうら市
- 青葉台初等学部（中学校併設）

### つくばみらい市
- 開智望小学校